# Kinceș, Ujhorod
Kinceș (în ucraineană Кінчеш) este un sat în comuna Korîtneanî din raionul Ujhorod, regiunea Transcarpatia, Ucraina.

## Demografie
Componența lingvistică a localității Kinceș
     Ucraineană (77,74%)
     Maghiară (20,43%)
     Rusă (1,52%)
     Alte limbi (0,3%)
Conform recensământului din 2001, majoritatea populației localității Kinceș era vorbitoare de ucraineană (77,74%), existând în minoritate și vorbitori de maghiară (20,43%) și rusă (1,52%).